# 86 (số)
86 (tám mươi sáu) là một số tự nhiên ngay sau 85 và ngay trước 87.